# Eric Strobel
Eric Martin Strobel (Rochester, 5 giugno 1958) è un ex hockeista su ghiaccio statunitense.

## Palmarès

### Olimpiadi invernali
- 1 medaglia:
  - 1 oro (Lake Placid 1980)